# Shuhrat Saʼdiyev
Shuhrat Saʼdiyev (ur. 25 maja 1970) – uzbecki zapaśnik walczący w stylu klasycznym. Szósty w mistrzostwach świata w 1993. Złoty medal na mistrzostwach Azji w 1999, srebrny w 1997 i brązowy w 2000 roku.